# 杭州中等教育
杭州高中主要有以下学校。

## 第一批高中
杭州市辖10区目前共有36所高中参与主城区（上城，拱墅，西湖，滨江，钱塘区）中考第一批招生。其中，录取分数最高的二中、学军、杭高又称前三所。此外，杭州外国语学校为6年制，不参与中考招生。下列学校按杭州中考录取分数排列为：
- 杭州外国语学校（六年制，不参加杭州中考招生）
- 杭州第二中学（滨江校区）
- 杭州学军中学（西溪校区）
- 杭州高级中学（贡院校区）
- 杭州第十四中学（凤起校区）
- 杭州第四中学（下沙校区）
- 萧山中学
- 学军中学（紫金港校区）
- 浙江大学附属中学（玉泉校区）
- 余杭高级中学
- 杭州长河高级中学
- 富阳中学
- 杭州师范大学附属中学
- 杭州高级中学（钱江校区）
- 杭州第十四中学（康桥校区）
- 杭州第二中学（钱江学校）
- 浙江大学附属中学（丁兰校区）
- 杭州学军中学（海创园学校）
- 源清中学
- 余杭第二高级中学
- 杭州高级中学（钱塘学校）
- 杭州第七中学（转塘校区）
- 临安中学
- 富阳第二中学
- 西湖高级中学
- 萧山区第五高级中学
- 杭州第四中学（吴山校区）
- 杭州第二中学（东河校区）
- 夏衍中学
- 绿城育华学校
- 杭州第九中学
- 杭州第七中学 （解放路校区）
- 杭州第十一中学
- 长征中学
- 艮山中学
- 钱塘高级中学（原萧山九中）

## 其他主城区高中
- 英特外国语学校
- 浙江音乐学院附属音乐学校
- 保俶塔实验学校
- 求是高级中学
- 东方中学
- 杭州实验外国语学校
- 育新高级中学
- 之江高级中学
- 西子高级中学
- 仁和高级中学
- 国泰外语艺术学校
- 英才高级中学
- 云谷学校
- 杭州上海世界外国语中学

## 其他郊区高中
萧山区：
- 萧山二中
- 萧山三中
- 萧山五中
- 萧山六中
- 萧山八中
- 萧山十中
- 萧山十一中
- 学军中学教育集团文渊中学
- 区实验中学
- 玉山中学
- 惠立学校

余杭区、临平区：
- 杭州师范大学附属未来科技城学校
- 杭州蕙兰未来科技城学校
- 北京外国语大学附属杭州橄榄树学校
- 中国人民大学附属中学杭州学校
- 华东师范大学第二附属中学信达学校
- 余杭中学
- 塘栖中学
- 瓶窑中学
- 余杭第一中学
- 余杭实验中学
- 文昌高级中学
- 树兰高级中学
- 新理想高级中学
- 绿城育华桃花源学校
- 万琨艺术学校
- 中泰文武学校

富阳区：
- 新登中学
- 场口中学
- 江南中学
- 富阳实验中学
- 黄公望高级中学

临安区：
- 天目高级中学
- 於潜中学
- 昌化中学
- 天目外国语学校

## 曾经存在的高中
本表列举1985年时杭州市区设有高中部，但现已不存的中学（页面存档备份，存于）。
- 杭州三中（高中部与红星职高合并为中策职高；初中部现为行知中学）
- 杭州五中（已撤销，原址现为建兰中学）
- 杭州六中（现为初中）
- 杭州八中（现为旅游职高）
- 杭州十中（现为初中）
- 杭州十二中（并入杭州十四中）
- 开元中学（高中部撤销，现为初中）
- 江城中学（高中部撤销，现为初中）
- 延安中学（高中部撤销，初中部与韶山中学合并为凤起中学，之后凤起中学又并入春蕾中学）
- 韶山中学（高中部撤销，初中部与延安中学合并为凤起中学，之后凤起中学又并入春蕾中学）
- 瑞金中学（已撤销，原址现为新世纪外国语学校）
- 前进中学（并入青春中学，现为初中）
- 向阳中学（与保俶塔小学合并为保俶塔实验学校，高中部为浙江省美术特色学校）
- 人民中学（现为人民职高）
- 江滨中学（现为财经职高）
- 大关中学（高中部撤销，现为初中）
- 朝晖中学（高中部撤销，现为初中）
- 上塘中学（并入拱宸中学，现为初中）
- 西湖中学
- 求是中学
- 清河中学
- 浙麻中学（并入拱宸中学，现为初中）
- 重机中学（转设为杭州十六中，杭州十六中与杭氧中学合并为明志中学，明志中学又并入光明中学，光明中学又并入风帆中学）
- 杭氧中学（与杭州十六中合并为明志中学，明志中学又并入光明中学，光明中学又并入风帆中学）
- 杭钢中学（与半山中学合并为北苑中学，现为初中）
- 铁路中学（高中部撤销，现为清泰实验学校初中部）
- 拱宸中学（高中部撤销，现为初中）
- 祥符中学（并入和睦中学，现为初中）
- 半山中学（与杭钢中学合并为北苑中学，现为初中）
- 丁桥中学（更名为丁兰实验中学，现为初中）
- 三墩中学（与杭师院附中高中部合并，现为杭州师范大学附属中学）
- 上泗中学（高中部撤销，现为初中）

## 中等专业学校（国家级重点）
- 中国美术学院附属中等美术学校

## 职业高中（国家级重点）
- 杭州中策职业高级中学
- 杭州商贸职业高级中学